# Benedetto Aloisi Masella
Benedetto Aloisi Masella (Pontecorvo, 29 de junho de 1879 - Roma, 30 de setembro de 1970) foi um cardeal italiano. Foi núncio apostólico no Chile de 1919 a 1927 e no Brasil de 1927 a 1946, prefeito da Congregação para o Culto Divino e Disciplina dos Sacramentos de 1954 a 1968, e camerlengo da Igreja Católica de 1958 até à sua morte, de doença renal, em Roma.

## Biografia
Benedetto Aloisi Masella era de família nobre de origem napolitana. Filho do Conde Pietro Aloisi Masella e Registilla Deci. Estudou no seminário em Ferentino; enquanto em Roma, residiu no Almo Collegio Capranica; em seguida, estudou na Pontifícia Universidade Gregoriana, no Pontifício Ateneu São Apolinário e na Pontifícia Academia Eclesiástica. Foi ordenado sacerdote em 1 de junho de 1902. Secretário de seu tio, o Cardeal Gaetano Aloisi Masella. Entrou na Curia Romana, em 1906, depois trabalhou na Nunciatura Apostólica em Portugal (Secretário, 1908-1910; encarregado de negócios, 1910-1919). Camareiro privado de Sua Santidade, 25 de dezembro de 1914. Prelado doméstico de Sua Santidade, 29 de setembro de 1917. Núncio no Chile, 20 de novembro de 1919.

O revestimento de braços de cardeal Camerlengo em 1958 e 1963

Em 15 de dezembro de 1919, foi nomeado arcebispo titular de Cesareia na Mauritânia pelo Papa Bento XV. Recebeu a sua consagração episcopal no dia 21 de dezembro do mesmo ano, na capela do Pontifício Colégio Pio Latino-americano, Roma, pelo cardeal Pietro Gasparri, secretário de Estado, assistido por Sebastião Leite de Vasconcellos, arcebispo titular de Damiata, e por Antonio Maria Iannotta, bispo de Sora, Aquino e Pontecorvo. Legado papal para a Coroação de Nossa Senhora do Monte Carmelo, Santiago, 29 de novembro de 1926. Em 26 de abril de 1927, foi nomeado núncio apostólico no Brasil.
O Papa Pio XII elevou-o a cardeal-presbítero no consistório de 18 de fevereiro de 1946. Em 22 de fevereiro do mesmo ano, recebeu o barrete e o título de Santa Maria em Vallicella. A 13 de maio de 1946, como legado pontifício, coroou solenemente a imagem de Nossa Senhora de Fátima, em Fátima. Foi promovido a cardeal-bispo de Palestrina em 21 de junho de 1948. Em 27 de outubro de 1954, Pio XII nomeou-o Arcipreste da Basílica de São João de Latrão e do prefeito da Sagrada Congregação para a Disciplina dos Sacramentos. Foi legado papal para o 36º Congresso Eucarístico Internacional, Rio de Janeiro, 21 de junho de 1955.
Como Pio XII não havia preenchido o cargo de Camerlengo, com sua morte em 9 de outubro de 1958, os 13 cardeais presentes em Roma escolheram às pressas o Cardeal Masella como Camerlengo da Santa Igreja Romana. Participou do conclave de 1958, que elegeu o Papa João XXIII. Camerlengo do Sagrado Colégio dos Cardeais, 19 de março de 1962 até 26 de setembro de 1964. Participou do Concílio Vaticano II, 1962-1965. Participou do conclave de 1963, que elegeu o Papa Paulo VI. Cardeal-bispo de título de sé suburbicária de Palestrina, 17 de novembro de 1966. Camerlengo do Sagrado Colégio dos Cardeais, 19 de março de 1967 até 1968. Participou da Primeira Assembleia Ordinária do Sínodo dos Bispos, Cidade do Vaticano, 29 de setembro a 29 de outubro de 1967. Renunciou à prefeitura da Sagrada Congregação para a Disciplina dos Sacramentos, 11 de janeiro de 1968, e tornou-se prefeito emérito. Participou da Assembleia Extraordinária do Sínodo dos Bispos, Cidade do Vaticano, 11 a 28 de outubro de 1969.
Morreu em 30 de setembro de 1970, com a idade de 91 anos, de doença renal, Roma. Ele foi enterrado na catedral de sua Pontecorvo nativa. Na sua morte, ele era o membro mais velho do Sagrado Colégio dos Cardeais. Há uma rua em Torrevecchia, Roma, que leva seu nome e outra em Pontecorvo.